# ألواح وصايا عبد البهاء
ألواح الوصايا هي وصية عبد البهاء، الابن الأكبر لبهاء الله (مؤسس وشارع الدين البهائي)، ومركز العهد والميثاق في البهائية.
شرح عبد البهاء في «ألواح الوصايا» بإسهابٍ طبيعة ووظيفة المؤسسات التي أشار إليها بهاءالله لإدارة شؤون الدين، مشيرًا للمؤسستين الرئيسيتين، وهما مؤسستي «ولاية الأمر» و«بيت العدل الأعظم». وأعطيت صلاحية تفسير وتبيين التعاليم البهائية إلى مؤسسة «ولاية الأمر»، وعيّن شوقي أفندي وليّاً للدين البهائي. أما بيت العدل الأعظم، فقد أعطيت له الصلاحيات التشريعية والإدارية، وإدارة الشؤون العالمية للجامعة البهائية والتنسيق بينها. وقد حدّد عبدالبهاء فيها نظامًا لانتخاب بيت العدل، المؤسسة التي أنشأها بهاءالله. وصف شوقي أفندي «ألواح الوصايا» بأنها مواثيق النظام الإداري البهائي.

عبدالبهاء- كاتب "ألواح الوصايا"

تمت قراءة «ألواح الوصايا» لأول مرةٍ على الجمهور في 3 يناير 1922م، بعد شهرٍ واحدٍ من وفاة عبدالبهاء.

## نبذة تعريفية
العهد هو جانبٌ مهمٌ من جوانب الإيمان في الدين البهائي. ويُنظَر إلى وصية عبدالبهاء أحيانًا باعتبارها تتويجًا لدور عبدالبهاء باعتباره "مركز العهد والميثاق". كتب عبدالبهاء وصيته "ألواح الوصايا" في ثلاثة أقسامٍ؛ قسم الأصول البهائية وقسم العهد وقسم الولاية وبيت العدل، كلٌ منها كُتبت بشكلٍ منفصلٍ وفي ظل ظروفٍ مختلفةٍ. ومع ذلك، تظل الأقسام الثلاثة معًا، وتشكّل مجتمعةً الوصية الكاملة لعبدالبهاء، مركز العهد والميثاق في البهائية. 
وفيها يُشير إلى التعاليم الأساسية للدين البهائي باعتبارها قائمةً على حب البشرية جمعاء. ثم يكرّر المقام المزدوج للباب كمظهرٍ من مظاهر الله وسلفًا لبهاءالله، ويشرح المقام الكامل لبهاءالله. ثم يكتب عبدالبهاء عن فضائل العهد الذي أقامه بهاءالله، ويكتب عن قوته. ثم يؤسس عبدالبهاء فيها مؤسسة الولاية كوظيفةٍ وخدمةٍ، ويعيّن حفيده شوقي أفندي خليفةً له ووليًا للأمر من بعده، ويوضّح وظيفته الأساسية كمفسرٍ للكتب البهائية. ويذكر أن للولي الحق في تعيين أيادي الأمر، ويوضّح العلاقة المتبادلة بينهما. ثم يشرح انتخاب بيت العدل الأعظم، ويؤكّد أنه وحده من يملك السلطة لسنّ القوانين التي لم يتم شرحها على وجه التحديد في الكتب المقدسة البهائية. كما أنه يصقل هيكل الإدارة البهائية من خلال التعيين المذكور أعلاه، وتأسيس المحافل الروحانية على المستوى الوطني، ويحدد آلية انتخاب هذه المحافل.
وصف شوقي أفندي وصية عبدالبهاء، إلى جانب "ألواح الخطة الإلهية" و"لوح الكرمل"، بأنها من مواثيق النظم الإداري البهائي.

## أنظر أيضًا
- عبدالبهاء
- العهد والميثاق في البهائية

## روابط خارجية
- ألواح الوصايا لعبدالبهاء